# 연우의 여름
《연우의 여름》는 2013년 9월 4일에 방영한 KBS 드라마 스페셜이다.

## 줄거리
연우는 카페 아르투르 도밍고에서 알바를 하면서 인디밴드 보컬 활동중이며, 3년 전 아버지는 돌아가시고 빌딩 청소일을 하는 어머니와는 친구처럼 지내며 살고 있다.
어느 날 엄마가 교통사고로 입원 치료를 받는 동안 출근하지 못하면 해고되는 상황에 놓이게 되자, 연우는 어머니를 대신해 빌딩 청소를 하러 나간다. 그 곳에서 초등학교 동창이자 그 회사 사내 아나운서를 하고 있는 지완을 만나게 된다. 연우는 같은 회사 유부남 팀장을 짝사랑하고 있는 지완이 자신에게 들어온 소개팅에 대신 나가달라며 반강제로 부탁하자 어쩔 수 없이 그 소개팅에 나가게 된다.

## 등장 인물

### 주요 인물
- 한예리 : 이연우 역 (아역 박하은)

연우 수리점의 딸. 아버지가 돌아가시고 나서는 각종 수리를 도맡아서 하고 있다. 제대로 된 가사를 붙여 자신만의 노래를 만들고 싶어하는 인디밴드 보컬이기도 하다. 엄마 대신 나가게 된 빌딩 청소일로 초등학교 동창 지완을 만나게 된다.
- 임세미 : 윤지완 역

1년차 대기업 홍보팀 사내 아나운서, 연우의 초등학교 동창. 허영으로 가득찬 여우 같은 성격이지만 그렇게 잘난 척 하는 것도 다 불안한 마음 때문이다. 부유하지만 사이가 좋지 않은 부모와의 갈등으로 엉망인 가정사를 숨기고 살아간다. 가족도 엉망이지만 사랑도 변변치 않다. 유부남 팀장을 자기 방식대로 순수하게 사랑한다.
- 한주완 : 김윤환 역

증권회사 신입사원. 외교관인 아버지를 따라 해외에서 많이 살았으며, 지금은 바쁜 한국생활에 적응중이다. 서글서글하고 친절한 성격이며, 지완와의 관계는 아버지끼리 친구다.

### 주변 인물
- 김혜옥 : 박순임 역 (특별출연)

연우의 어머니. 빌딩 청소일을 하면서 연우수리점을 돌본다. 딸을 향한 마음이 애틋하지만 생활력이 강해 씩씩하기도 하다. 딸인 연우와는 친구처럼 지낸다.
- 정수영 : 이지영 역

카페 아르투르 도밍고 사장. 뛰어난 예술적 취향을 가지고 있으나 제대로 만들어낼 줄 아는 건 칵테일뿐이다. 가끔 장광설을 늘어놓는다. 술과 음악을 사랑하는 자유로운 영혼이다.
- 황정민 : 왕나미 역

청소부 아줌마. 명랑하고 시원시원한 성격이며 엄마 대신해 청소일을 하려 온 연우를 딸처럼 여긴다. 외모에 신경을 많이 쓰는 써, 퇴근 후에는 화려한 색상의 옷을 즐겨 입고, 허리춤에는 항상 꽃무늬 작은 가방을 차고 수시로 거울을 보며 화장을 고친다.
- 조태준 : 서기오 역

밴드 기타리스트. 연우와 함께 작곡과 연주를 하며, 하와이에서 만난 친구와 또 다른 밴드 아푸키키도 함께 하고 있다. 허술해 보이고 늘 지영한테 당하고 있어도 곡을 쓸 때나 연주를 할 때는 실력파 뮤지션이다.
- 서진원 : 한동현 역

대기업홍보 팀장. 음악에 조예가 깊고 인자한 성격이다.
- 정인기 : 이무웅 역

연우의 아버지. 고물들을 고쳐 새 물건으로 만드는 재주로 연우수리점을 운영했다. 악기 전문 수리로 이름을 날렸는데, 연우를 무릎에 앉혀놓고 음악도 들려주고 수리도 가르쳐주며 일을 했던 따뜻한 아버지다. 3년 전에 돌아가셨다.
- 김영옥 : 할머니 역 (우정출연)

한때는 한성질 부리던 잔소리꾼이었다. 세월이 흘러 말을 잃었다.

### 그 외 인물
- 김민영
- 손연우
- 김남진
- 박명훈
- 조덕호
- 김희창
- 이동걸 (케코아)
- 윤병호
- 손예린

### 우정출연
- 김광규 : 김광규 역

## 시청률
- 전국 시청률 : 2.8%[1]

## 수상
- 2013년 KBS 연기대상 연작·단막극상 - 한예리